# Гарбич Броніслав Франкович
Броніслав Франкович Гарбич (Гарбіч) (нар. 22 листопада 1930, селище Меденичі, тепер Дрогобицького району Львівської області — ?) — український радянський діяч, бригадир тракторної бригади колгоспу імені газети «Правда» (імені Леніна) Дрогобицького району Львівської області. Герой Соціалістичної Праці (23.06.1966).

## Біографія
Народився в селянській родині. Працював трактористом машинно-тракторної станції (МТС) Меденицького району Дрогобицької області.
З 1958 року — бригадир тракторної бригади колгоспу імені газети «Правда» (з 1974 року — імені Леніна) смт. Медениця (тепер Меденичі) Дрогобицького району Львівської області. Здобував найвищі показники протягом усіх років керування тракторною бригадою.
Член КПРС.
22 березня 1966 року отримав звання Героя Соціалістичної Праці з врученням ордена Леніна і золотої медалі «Серп і молот» за «успіхи, досягнуті в збільшенні виробництва і заготівель зернових та кормових культур».
З 1970-х років — майстер виробничого навчання Меденицького сільського професійно-технічного училища № 72 Дрогобицького району Львівської області.
Потім — на пенсії в смт. Меденичі Дрогобицького району.

## Нагороди
- Герой Соціалістичної Праці (23.06.1966)
- два ордени Леніна (23.06.1966,.12.1973)
- медалі
- Заслужений наставник молоді Української РСР (1.08.1985)